# Благодатний (Поспєлихинський район)
Благода́тний (рос. Благодатный) — селище у складі сільської ради 12-річчя Жовтня Поспєлихинського району Алтайського краю, Росія.

## Населення
Населення — 12 осіб (2010; 27 у 2002).
Національний склад (станом на 2002 рік):
- росіяни — 100 %